# Bolboceratex jouberti
Bolboceratex jouberti är en skalbaggsart som beskrevs av Gussmann och Clarke H. Scholtz 2000. Bolboceratex jouberti ingår i släktet Bolboceratex och familjen Bolboceratidae. Inga underarter finns listade.